# دانزيغ قولدن
قولدن كان عملة مدينة دانزيغ الحرة بين عامي 1923 و1939. تم تقسيمها إلى 100 بفنغ. حتى عام 1923، استخدم دانزيغ بابيرمارك الألماني. بلغ متوسط معدل التضخم خلال الفترة من 1922 إلى 1923 حوالي 2440٪ شهريًا.  في يوليو 1923، تم الإعلان عن إنشاء عملة جديدة ومستقلة تسمى قولدن بموافقة اللجنة المالية في عصبة الأمم لتحل محل المارك الألماني. تم تقديم القولدن بقيمة 25 قولدن لكل 1 جنيه استرليني.